# Slick Watts
Donald Earl «Slick» Watts (Rolling Fork, Misisipi, 22 de julio de 1951-15 de marzo de 2025) fue un jugador de baloncesto estadounidense que jugó durante seis temporadas en la NBA. Con 1,85 metros de estatura, jugaba en la posición de base. Destacó jugando streetball en Nueva York, y popularizó el uso de una ancha cinta en la cabeza, de moda en el baloncesto de los años 1970.

## Trayectoria deportiva

### Universidad
Jugó durante 3 temporadas con los Gold Rush de la Universidad Xavier de Luisiana, en los que promedió 18,3 puntos y 4,1 asistencias, situándose en la cuarta y la quinta posición respectivamente de los mejores de todos los tiempos de su universidad.

### Profesional
No fue elegido en el Draft de la NBA de 1973, pero a pesar de ello fichó por Seattle Supersonics ese mismo año. Jugó durante 4 temporadas allí, logrando en la 75-76 acabar primero en las estadísticas de asistencias y robos de balón de la liga, siendo elegido en el Mejor quinteto defensivo. Mediada la temporada 1977-78 fue traspasado a New Orleans Jazz, acabando su carrera al año siguiente en Houston Rockets.
Es seis temporadas, promedió 8,9 puntos y 6,1 asistencias por partido.
Intentó regresar al profesionalismo en diciembre de 1980, jugando para los Anchorage Northern Knights de la CBA, pero dejó el equipo al mes siguiente.

## Estadísticas de su carrera en la NBA
|  | Líder de la liga |

### Temporada regular
| Año     | Equipo      | PJ  | PT | MPP  | %TC  | %3P | %TL  | RPP | APP  | ROB  | TPP | PPP  |
| ------- | ----------- | --- | -- | ---- | ---- | --- | ---- | --- | ---- | ---- | --- | ---- |
| 1973-74 | Seattle     | 62  | –  | 23.0 | .388 | –   | .645 | 2.9 | 5.7  | 1.9  | 0.2 | 8.0  |
| 1974-75 | Seattle     | 82  | –  | 25.1 | .421 | –   | .608 | 3.2 | 6.1  | 2.3  | 0.1 | 6.8  |
| 1975-76 | Seattle     | 82  | –  | 33.9 | .427 | –   | .578 | 4.5 | 8.1* | 3.2* | 0.2 | 13.0 |
| 1976-77 | Seattle     | 79  | –  | 33.3 | .422 | –   | .587 | 3.9 | 8.0  | 2.7  | 0.3 | 13.0 |
| 1977-78 | Seattle     | 32  | –  | 25.3 | .404 | –   | .566 | 2.5 | 4.2  | 1.7  | 0.4 | 7.8  |
| 1977-78 | New Orleans | 39  | –  | 19.9 | .381 | –   | .602 | 2.5 | 4.1  | 1.4  | 0.4 | 7.2  |
| 1978-79 | Houston     | 61  | –  | 17.1 | .405 | –   | .612 | 1.7 | 4.0  | 1.2  | 0.2 | 3.7  |
| Total   | Total       | 437 | –  | 26.3 | .413 | –   | .597 | 3.2 | 6.1  | 2.2  | 0.3 | 8.9  |

### Playoffs
| Año   | Equipo  | PJ | PT | MPP  | %TC  | %3P | %TL  | RPP | APP | ROB | TPP | PPP  |
| ----- | ------- | -- | -- | ---- | ---- | --- | ---- | --- | --- | --- | --- | ---- |
| 1975  | Seattle | 9  | –  | 31.3 | .462 | –   | .538 | 3.7 | 7.1 | 3.0 | 0.4 | 11.1 |
| 1976  | Seattle | 6  | –  | 32.8 | .435 | –   | .478 | 3.0 | 8.2 | 2.0 | 0.3 | 11.8 |
| 1979  | Houston | 2  | –  | 21.5 | .400 | –   | .667 | 3.5 | 3.5 | 2.0 | 0.5 | 7.0  |
| Total | Total   | 17 | –  | 30.7 | .446 | –   | .519 | 3.4 | 7.1 | 2.5 | 0.4 | 10.9 |

## Logros personales
- Líder de asistencias y robos de balón en la temporada 1975-76
- Elegido en el mejor quinteto defensivo en 1976